# Jan Uhlíř (skladatel)
Jan Uhlíř (2. prosince 1881 Ivanovice na Hané – 19./21. února 1963 Frenštát pod Radhoštěm) byl hudební skladatel, dirigent, zakladatel a vedoucí Pěveckého sdružení Kopřivnice.

## Život
Narodil se v Ivanovicích na Hané 2. prosince 1881 svobodné matce Anně Uhlířové. Zapojil se tam později do amatérského hudebního života. Základní hudební vzdělání mu poskytl učitel a hudebník Wiedermann, otec varhanního virtuosa Bedřicha Wiedermanna, i Uhlířovi strýcové z široké muzikální rodiny. Na studia odešel z místní pětitřídky do brněnské reálky, kterou však nedokončil. Poté působil na několika místech jako poštovní úředník, nejprve v Nezamyslicích, poté ve Vyškově, jako poštmistr v Brodku u Nezamyslic a krátce v Dobromělicích.
V roce 1920 přišel do Kopřivnice, aby zde založil poštovní úřad, sloužící dynamicky se rozvíjejícímu městu a výrobnímu závodu Tatra. V roce 1928 zde byl jmenován vrchním poštmistrem a v této funkci působil do roku 1938, kdy odešel do Frenštátu. Již na předchozích štacích se věnoval podpoře místního hudebního života a pěvěckých sborů. V Kopřivnici pak v roce 1922 založil Pěvecké sdružení, jež vedl do roku 1932. Do té doby působily v Kopřivnici dva mužské pěvecké sbory – při Sokolu a při Dělnické akademii, dirigentem obou se Uhlíř stal 17. září 1922.
V roce 1938 byl Uhlíř přeložen do Frenštátu pod Radhoštěm a krátce poté odešel do důchodu. Ve Frenštátě založil pěvecké sdružení Radhošť. V únoru 1963 ve Frenštátě zemřel, urna s popelem byla později uložena na hřbitově u dřevěného kostelíku sv. Prokopa a Barbory v Kunčicích pod Ondřejníkem.

## Dílo
Vedle vedení pěveckých sborů se Uhlíř věnoval i kompozici. Složil:
- skladbu s lašskými a valašskými náměty nazvanou Kopřivnická kantáta z roku 1932, která oslavovala povýšení Kopřivnice na město
- orchestrální skladbu Kopřivnická rapsodie (1938)
- suitu Frenštátské Horečky
- pochody